# Jurinella obesa
Jurinella obesa är en tvåvingeart som först beskrevs av Christian Rudolph Wilhelm Wiedemann 1830.  Jurinella obesa ingår i släktet Jurinella och familjen parasitflugor. Inga underarter finns listade i Catalogue of Life.